# Petalostigma
Petalostigma é um género botânico pertencente à família Picrodendraceae.  e à subtribo Petalostigmatinae, definido pela primeira vez por von Mueller em 1857. É nativa da Nova Guiné e da Austrália.
1. ↑  «Petalostigma — World Flora Online». www.worldfloraonline.org. Consultado em 19 de agosto de 2020
2. ↑  Hooker, William Jackson,; Hooker, William Jackson (1857). Hooker's journal of botany and Kew Garden miscellany. v.9 (1857). London: Reeve, Benham, and Reeve
3. ↑  «Tropicos». www.tropicos.org. Consultado em 26 de outubro de 2024
4. ↑  «Lista de verificação mundial de Kew de famílias de plantas selecionadas»
5. ↑  Govaerts, R., Frodin, D.G. & Radcliffe-Smith, A. (2000). Lista de verificação mundial e bibliografia de Euphorbiaceae (e Pandaceae) 1-4: 1-1622. O Conselho de Curadores do Royal Botanic Gardens, Kew.